# 美奈斗
美奈斗（みなと、1981年2月14日 - ）は、日本の女性タレント。所属事務所はトミーズアーティストカンパニー。

## 来歴
2001年、週刊ヤングサンデー（小学館）で連載された漫画『なんてっ探偵アイドル』とのメディアミックス的展開で、グラビアアイドル・山吹美奈斗（やまぶきみなと）としてデビュー。同作品には本人が登場する。
その後、ライブハウスやトミーズアーティストカンパニー所属の劇団・前方公演墳の公演への出演を経て、2006年10月5日よりTBS系列で放送されたアニメ『009-1（ゼロゼロナインワン）』の主題歌『Destiny girl』を歌うことが決定した。これを機に、2006年7月25日に山吹美奈斗から美奈斗へ改名。2006年12月6日にはシングル『Destiny girl』を発売し、メジャーデビューを果たした。
2009年より鍵山由佳名義で再スタートをしている（しかし、レコード会社が変わったなどの都合か、本人からの改名宣言や改名理由は告げられていない）。

## 出演

### テレビ番組
- ほびーワールド計画（関西テレビ☆京都チャンネル）
- イチオシ（テレビ東京）
- ワニのこだわり 〜アイドル刑事SS〜（TBSテレビ）
- 千枚CD維新の嵐（フジテレビ）

### ラジオ番組
- ぷらっと☆ホーム ミステリートレイン（MBSラジオ） - 2006年12月21日放送分ゲスト出演。

### 雑誌
- 週刊ヤングサンデー（小学館） - 表紙巻頭3回。『なんてっ探偵アイドル』に山吹美奈斗役で出演。
- 週刊プレイボーイ（集英社）
- FLASH （光文社）
- BOMB! （学習研究社）
- HMVフリーペーパー - 2006年11月末発行分広告出稿。
- 月刊ニュータイプ（角川書店） - 2006年12月10日発売号。
- スタイルワゴン（三栄書房） - 2006年12月16日発売号・2007年1月16日発売号表紙。
- 週刊アスキー（アスキー） - 2006年12月25日発売号。

## ディスコグラフィ
- 金土日のどれかでKISSして（2002年7月） - テレビ東京系ドラマ『D-girls アイドル探偵三姉妹物語』主題歌。CD販売は無し。
- ミニアルバム DOLL （2003年2月、ポリスター） - HMVにて5,000枚限定通販。1か月間No.1を記録、限定5,000枚を完売。
- DVD DOLL （2003年3月、ポリスター） - 限定5,000枚。
- Destiny girl （2006年12月6日、アニプレックス） - TBS系アニメ『009-1』主題歌。
  1. Destiny girl
  2. 狼が来た
  3. Destiny girl 〜INSTRUMENTAL〜
  4. 狼が来た 〜INSTRUMENTAL〜
- SUPER IMPRESSION 〜demonstration〜（2008年8月2日） - ライブ会場にて販売。8曲入り。
- GYPSY SPIRIT サマーロックフェス 2008 ライブ映像 DVD （自主制作） - 所属事務所にて販売。